# Xian de Yingshan (Hubei)
Pour les articles homonymes, voir Yingshan.
Le xian de Yingshan (英山县 ; pinyin : Yīngshān Xiàn) est un district administratif de la province du Hubei en Chine. Il est placé sous la juridiction de la ville-préfecture de Huanggang.

## Démographie
La population du district était de 409 604 habitants en 1999.

## Réseau routier
La route nationale 318 (ou G318), d'une longueur de 5 476 kilomètres, qui relie Shanghai à la frontière népalaise, traverse le xian.